# Anairetes reguloides
A tarkakoronás cinegetirannusz a madarak (Aves) osztályának verébalakúak (Passeriformes) rendjébe és a királygébicsfélék (Tyrannidae) családjába tartozó faj.

## Rendszerezése
A fajt Alcide d’Orbigny és Frédéric de Lafresnaye írták le 1837-ben, a Culicivora nembe Culicivora reguloides néven.

## Alfajai
- Anairetes reguloides albiventris (Chapman, 1924)
- Anairetes reguloides reguloides (Orbigny & Lafresnaye, 1837)[2]

## Előfordulása
A Csendes-óceán partvidékén, az Andok nyugati lejtőin, Chile és Peru területén honos. Természetes élőhelyei a szubtrópusi és trópusi síkvidéki és magaslati cserjések, valamint szántóföldek. Állandó, nem vonuló faj.

## Megjelenése
Testhossza 11 centiméter.

## Természetvédelmi helyzete
Az elterjedési területe nagyon nagy, egyedszáma pedig stabil. A Természetvédelmi Világszövetség Vörös listáján nem fenyegetett fajként szerepel.